# Théodore Pavie
Pour les articles homonymes, voir Pavie (homonymie).
Théodore Marie Pavie est un voyageur, écrivain et orientaliste, né à Angers en 1811 et mort en 1896.
Fils de Louis Pavie et frère de Victor Pavie, il rapporta de ses séjours en Amérique, au Moyen-Orient, en Inde, à l'île de La Réunion ou en Égypte, des carnets de dessins inédits. Il est aussi le premier traducteur occidental de l’Histoire des Trois Royaumes, faisant de lui un orientaliste de premier plan. Proche de Victor Hugo, il a influencé son goût pour la Chine.
Il collabora à la Revue des deux Mondes, le Journal asiatique, signa d'autres articles dans l'Artiste, la Revue de l'Anjou, il succéda au Collège de France à Eugène Burnouf, où il fut chargé du cours de langue et de littérature sanscrit, puis donna des leçons de littérature et de langues orientales à l'Université Catholique de l'Ouest.

## Biographie

### Famille

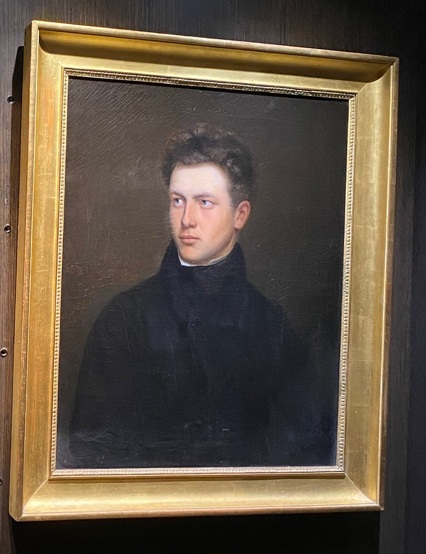
Théodore Pavie, attribué à Alfred Ménard (1806-1870), vers 1827, huile sur toile

Théodore Pavie naît à Angers le 16 août 1811, son frère aîné Victor Pavie (1808-1886) a 3 ans de plus. Leur père Louis Joseph Pavie (1782-1859), imprimeur et auteur angevin, ami fidèle de David d'Angers, élève les deux enfants à la suite du décès de leur mère Eulalie Fabre.

### Formations
Théodore étudie au Collège Royal d'Angers où il obtient son baccalauréat en 1827. En 1818, son oncle Charles Pavie, colon établi en Louisiane rend visite à la famille à Angers. Charles et sa femme s'intéressent à Théodore et désirent l'emmener avec eux ; son père refuse. Leurs descriptions et ses lectures des romantiques, surtout de Chateaubriand, éveillent son intérêt pour les pays étrangers et son attrait grandissant pour les voyages ; son père résiste.

### Premiers voyages
Son premier voyage a lieu en 1828 : Théodore accompagne David d'Angers et son frère Victor pour rencontrer Sir Walter Scott en 1828. En 1829-1830 il voyage en Amérique du Nord ; il se rend au Canada, à New York, et de là, descend jusqu'en Louisiane à la rencontre de sa famille. En 1832-1835, de Bordeaux, il s'embarque pour les Canaries et l'Amérique du Sud. Il se rend à Santiago, à Lima et traverse la Cordillère des Andes. En 1835 débute sa collaboration avec la Revue des deux Mondes.

### L'orientalisme
Entre 1835 et 1839 Théodore Pavie se sédentarise quelques années puisqu'il est élève de Burnouf au Collège de France où il apprend le sanscrit. En 1839 il voyage en Égypte et aux Indes ; il visite Madras, Bombay, Calcutta, Pondichéry. Il retourne en Europe en 1840 via l'Ile Bourbon (maintenant Ile de La Réunion) qui lui inspire Une Chasse aux Nègres marrons, article publié en 1845. Tout au long de ses voyages, il réalise de nombreux dessins qui ont fait l'objet d'une exposition en 2009 au musée des Beaux Arts d'Angers. Il épouse Cornélie Mondain Gennevraye en 1842 puis reprend les voyages dès 1845, en Espagne et à Lisbonne jusqu'en 1847.
Théodore Marie Pavie parlait neuf langues (dont l'allemand, l'hébreu, l'arabe, l'hindoustani, le chinois, le mandchou).

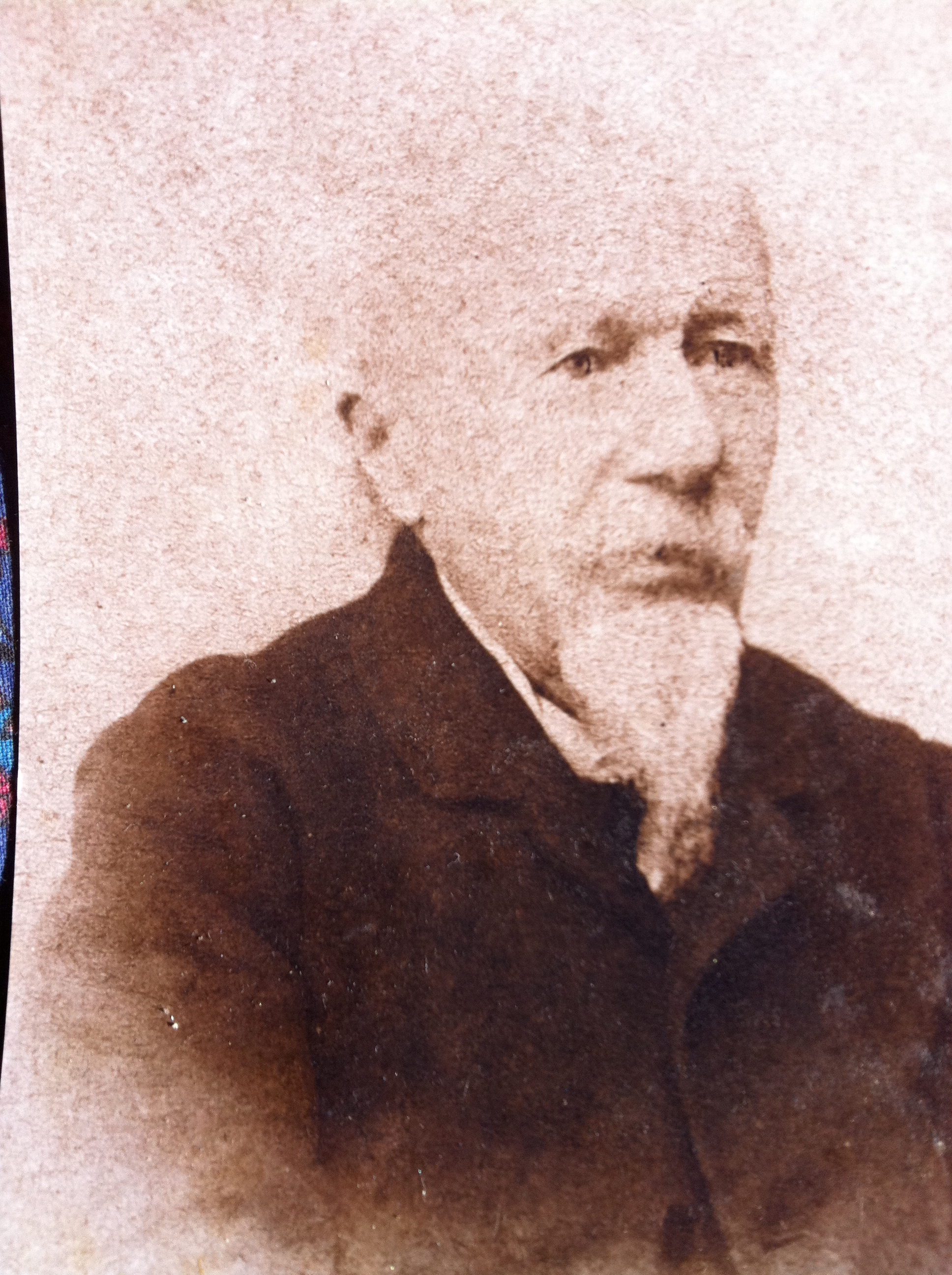
Théodore Pavie âgé

Théodore Pavie est chargé de cours de sanscrit au Collège de France entre 1853 et 1857, d'où il démissionne à la suite des conditions que veut lui imposer le ministre de l'Instruction Publique. En 1862 il se retire à La Chaufournaie (Maine-et-Loire) et, à la demande de Charles-Émile Freppel, donne des cours d'hébreu et une série de conférences aux Facultés Catholiques d 'Angers. Il collabore à la Revue des deux Mondes jusqu'en 1867.
Les récits de voyages de Théodore Pavie inspirèrent à Léo Delibes, Edmond Gondinet et Philippe Gille l'opéra Lakmé à l'Opéra-Comique de Paris en 1883. Il est présenté dès 1884 à Angers.

### Fin de vie
Théodore Pavie perd son frère Victor en 1886, puis son épouse Cornélie en 1894. Il meurt en 1896.

## Œuvres

### De son vivant

#### Années 1830 et 1840
- Souvenirs atlantiques : Voyage aux États-Unis et au Canada, Angers, L. Pavie, 1832
- Choix de contes et nouvelles, traduits par Théodore Pavie, Paris, Duprat,1839
- Fragments d'un voyage dans l'Amérique méridionale, en 1833, Angers, Victor Pavie, 1840
- Fragments du Mahabharata ; traduits en français sur le texte sanscrit de Calcutta par Théodore Pavie, Paris, Duprat, 1844
- Tarikh-i Asham. Récit de l'expédition de Mir-djumlah au pays d'Assam, traduit sur la version indoustani de Mir-Huçaini, par Théodore Pavie, Paris, Duprat, 1845
- « Une Chasse aux nègres-marrons », in la Revue des deux Mondes, 1er avril 1845
- « Les Babouches du Brahmane », in la Revue des deux Mondes, 1849

#### Années 1850
- Traduction de Luo Guanzhong, Histoire des Trois Royaumes, 1845-1851. (1ère traduction en langue occidentale)
- Krichna et sa doctrine. Baghavat Dasam Askand. Dixième livre du Baghavat Pourana, Traduit sur le manuscrit hindou de Lalatch Kab par Théodore Pavie, Paris, Duprat, 1852
- Notice sur les travaux de M. Eugène Burnouf, Paris, Paul Dupont, 1853
- Scènes et récits des pays d'outre-mer, Paris, Lévy, 1853
- Ballala, Bhôdjaprabandha. Histoire de Bhôdja, roi de Mâlwa, et des Pandites de son temps, traduit du sanscrit par Théodore Pavie, Paris, Callet, 1855
- La légende de Padmanî reine de Tchitor : d'après les textes hindis et hindouis, traduit par Théodore Pavie, Paris, Imprimerie impériale, 1856

#### Années 1860 à la fin de sa vie
- Récits de terre et de mer, Paris, Lévy, 1860
- Récits des landes et des grèves, Paris, P. Brunet, 1863
- Victor Pavie : sa jeunesse, ses relations littéraires, Angers, Lachèse et Dolbeau, 1887
- « Israël dans la désert » in Revue des facultés catholiques de l'Ouest, Angers, Lachèse, décembre 1896
- Victor Pavie : sa jeunesse, ses relations littéraires, Angers, Lachèse et Dolbeau, 1887

### Publications posthumes
- La Fauvette bleue, rééd. Villegly, Encre bleue, 1998
- Un angevin en Louisiane et au Texas en 1830 : 4 contes de Théodore Pavie (1811-1896), rééd. Le Coudray-Macouard, Cheminements, 1999